# Casa e bottega
Casa e bottega  è una miniserie televisiva italiana del 2013, diretto da Luca Ribuoli.

## Trama
La fiction narra la storia di Mario Trezzi, un imprenditore lombardo che ha costruito con sacrificio una fabbrica a conduzione familiare che non riesce più a sostenere la crisi economica e a reggere la concorrenza, soprattutto quella cinese. Il protagonista così sarà costretto a rivolgersi ad alcuni usurai dal momento che non avrà alcuna intenzione né di dichiarare fallimento né di localizzare la sua attività in paesi in cui la manodopera costa meno. Sarà la moglie di Mario, Teresa, ad evitare il peggio e ad aiutare il marito in questa impresa impossibile.

## Dati di ascolto
Gli ascolti tv della prima puntata, andata in onda il 17 dicembre 2013 su Rai 1, si sono attestati a 5.248.000 spettatori (pari al 20.08% di share), rendendo la fiction il programma più visto nella fascia di prime time. La seconda puntata, andata in onda la sera seguente, è stata vista da 5.337.000 telespettatori (pari al 20.30% di share), risultando nuovamente il programma più visto nella fascia di prime time.